# اریک هرملین
بارون اریک اکسل هرملین (به سوئدی: Eric Axel Hermelin, Baron Hermelin) (زاده ۲۲ ژوئن ۱۸۶۰ - درگذشته ۸ نوامبر ۱۹۴۴) یکی از تاثیر گذارترین مترجمان شعر فیلسوفانه است. اریک هرملین یکی از پرکارترین و جدی‌ترین معرفان آثار ادبی فارسی در اروپای شمالی است و بسیاری از فعالیت‌های خود را هنگامی که در بیمارستان روانی در لوند می‌گذرانده انجام داده است.
اریک هرملین را دیوانهٔ اسکاندیناوی نیز خوانده‌اند، او به مدت ۳۵ سال در تیمارستان بستری بود و در این مدت بیش از ۱۰۰۰۰ صفحه اشعار پارسی را در ۳۶ جلد به زبان سوئدی ترجمه کرد از جمله: بوستان سعدی، رباعیات خیام، شاهنامه فردوسی، مثنوی معنوی، آثار عطار، گلشن راز، حدیقه سنایی؛
اریک هرملین بیشتر در شهر لوند سوئد سکونت و زندگی مجنون‌واری داشته است. او شیفته زبان و ادبیات فارسی بوده و در گسترش و معرفی ادبیات فارسی نقش اساسی داشته است.